# Ykkönen 2012
La Ykkönen 2012 fu la diciottesima edizione della seconda serie del campionato finlandese di calcio come Ykkönen. Il campionato, con il formato a girone unico e composto da dieci squadre, venne vinto dal RoPS, che venne promosso in Veikkausliiga.

## Stagione

### Novità
Dalla Ykkönen 2011 venne promosso in Veikkausliiga il Lahti, mentre vennero retrocessi in Kakkonen il PS Kemi Kings, il PoPa, il KPV e l'Espoo. Dalla Veikkausliiga 2011 venne retrocesso il RoPS, mentre dal Kakkonen venne promosso l'SJK.

### Formula
Le dieci squadre si affrontavano tre volte nel corso del campionato, per un totale di 27 giornate. La prima classificata veniva promossa direttamente in Veikkausliiga. Le ultime due classificate venivano retrocesse direttamente in Kakkonen.

## Squadre partecipanti
| Club         | Città       | Stadio                  | Stagione 2011                |
| ------------ | ----------- | ----------------------- | ---------------------------- |
| HIFK         | Helsinki    | Brahenkenttä            | 9º posto in Ykkönen          |
| Hämeenlinna  | Hämeenlinna | Kaurialan kenttä        | 7º posto in Ykkönen          |
| JIPPO        | Joensuu     | Keskusurheilukenttä     | 8º posto in Ykkönen          |
| KooTeePee    | Kotka       | Arto Tolsa Areena       | 6º posto in Ykkönen          |
| RoPS         | Rovaniemi   | Rovaniemen Keskuskenttä | 12º posto in Veikkausliiga   |
| OPS          | Oulu        | Raatin stadion          | 2º posto in Ykkönen          |
| AC Oulu      | Oulu        | Raatin stadion          | 3º posto in Ykkönen          |
| PK-35 Vantaa | Vantaa      | ISS Stadion             | 4º posto in Ykkönen          |
| SJK          | Seinäjoki   | Seinäjoen Keskuskenttä  | 1º posto in Kakkonen lohko C |
| Viikingit    | Helsinki    | Vuosaaren Urheilukenttä | 5º posto in Ykkönen          |

## Classifica finale
|  | Pos. | Squadra      | Pt | G  | V  | N  | P  | GF | GS | DR  |
|  | ---- | ------------ | -- | -- | -- | -- | -- | -- | -- | --- |
|  | 1.   | RoPS         | 59 | 27 | 18 | 5  | 4  | 53 | 20 | +33 |
|  | 2.   | SJK          | 47 | 27 | 14 | 5  | 8  | 42 | 29 | +13 |
|  | 3.   | Viikingit    | 45 | 27 | 14 | 3  | 10 | 36 | 36 | 0   |
|  | 4.   | PK-35 Vantaa | 43 | 27 | 13 | 4  | 10 | 54 | 31 | +23 |
|  | 5.   | OPS          | 38 | 27 | 10 | 8  | 9  | 34 | 35 | -1  |
|  | 6.   | AC Oulu      | 37 | 27 | 9  | 10 | 8  | 38 | 35 | +3  |
|  | 7.   | KooTeePee    | 35 | 27 | 10 | 5  | 12 | 30 | 33 | -3  |
|  | 8.   | JIPPO        | 28 | 27 | 7  | 7  | 13 | 31 | 44 | -13 |
|  | 9.   | Hämeenlinna  | 22 | 27 | 5  | 7  | 15 | 18 | 48 | -30 |
|  | 10.  | HIFK         | 21 | 27 | 5  | 6  | 16 | 29 | 54 | -25 |

Legenda:
      Promossa in Veikkausliiga
      Retrocesse in Kakkonen
Note:
Tre punti a vittoria, uno a pareggio, zero a sconfitta.

## Statistiche

### Classifica marcatori
| Gol |  |  | Giocatore       | Squadra   |
| --- |  |  | --------------- | --------- |
| 15  |  |  | Aleksandr Kokko | RoPS      |
| 13  |  |  | Toni Lehtinen   | SJK       |
| 11  |  |  | Mika Lahtinen   | RoPS      |
| 11  |  |  | Ariel Ngueukam  | JIPPO     |
| 9   |  |  | Jukka Santala   | PK-35     |
| 9   |  |  | Sami Okkonen    | HIFK      |
| 9   |  |  | Eero Peltonen   | Viikingit |